# Stylarioides rudis
Stylarioides rudis är en ringmaskart som beskrevs av Grube 1877. Stylarioides rudis ingår i släktet Stylarioides och familjen Flabelligeridae. Inga underarter finns listade i Catalogue of Life.